# Bija
Bija var ett mycket litet furstendöme i Himalayas utlöpare, grundades 1803 och blev ockuperat av Nepal 1803-1815. Areal var 13 km². Dess hinduiska härskare bar titeln thakur.

## Thakurer
- 1815 - 1817, Man Chand
- 1817 - 1841, Pratap Chand
- 1841 - 1905, Udai Chand
- 1905 - 1947, Puran Chand

## Bilder

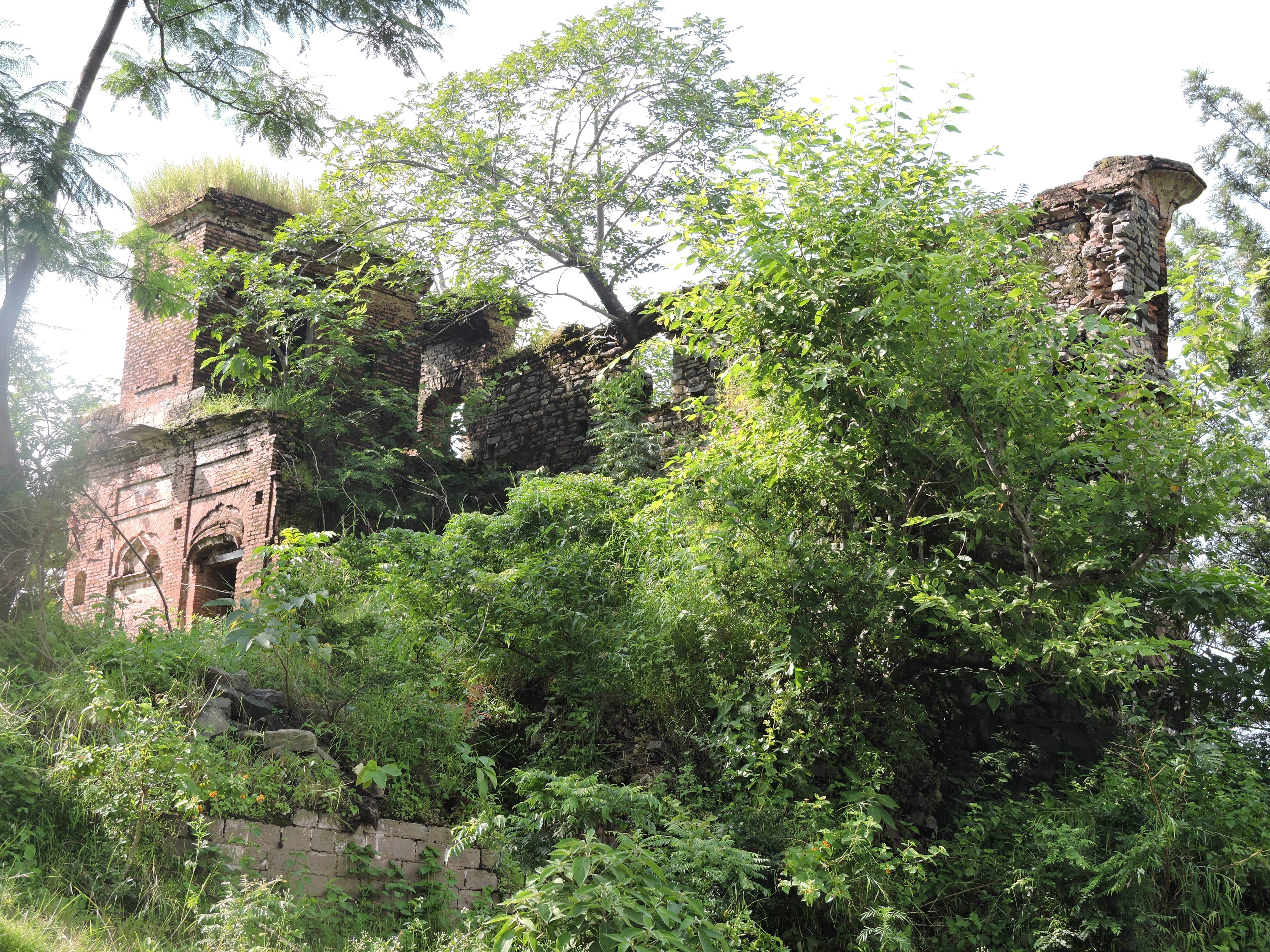
Ruines of fort of Beja State, Simla Hill States, Himachal Pradesh, India
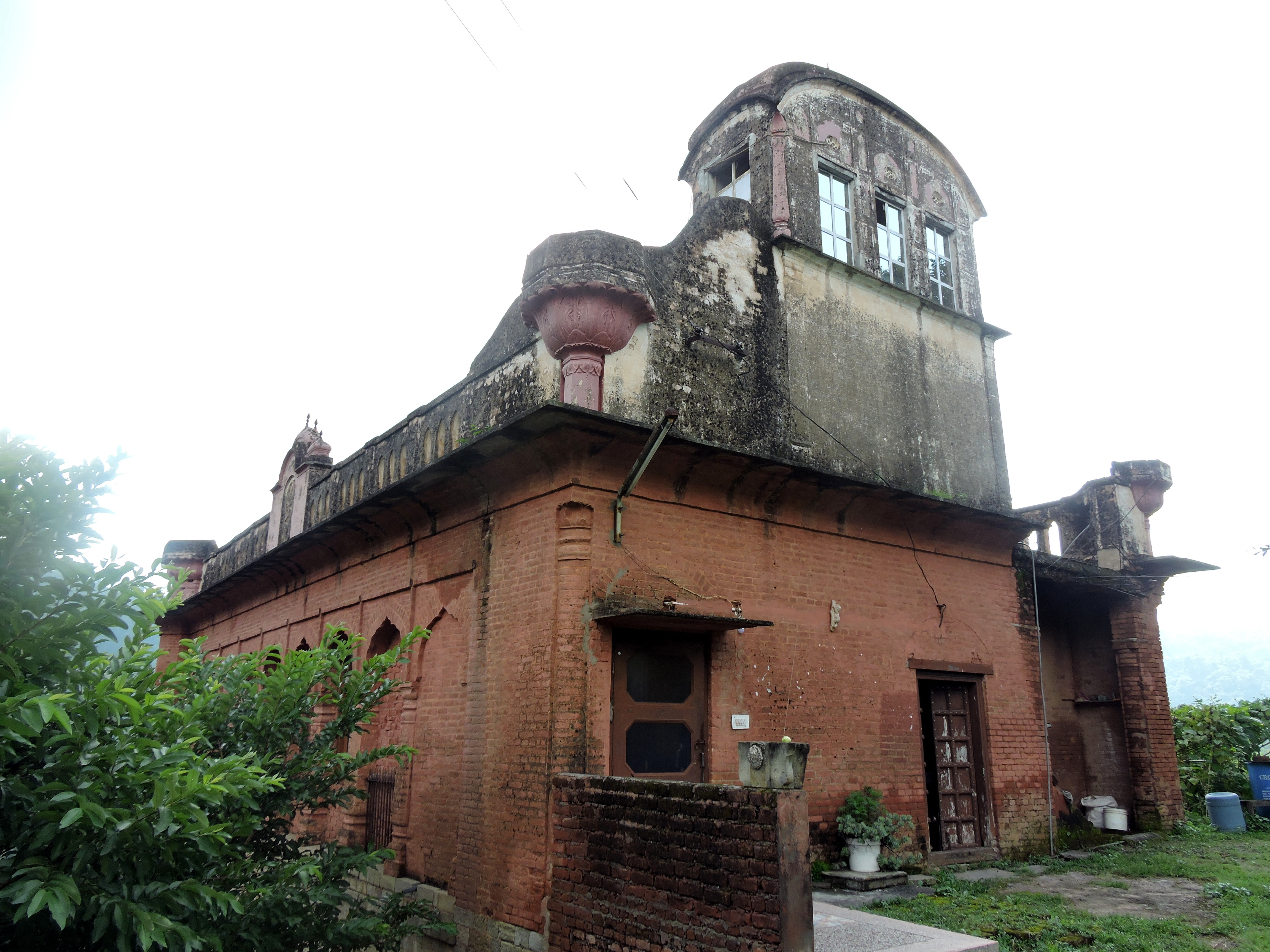
Fort of Beja Princely State, Simla Hill States, Himachal Pradesh, India
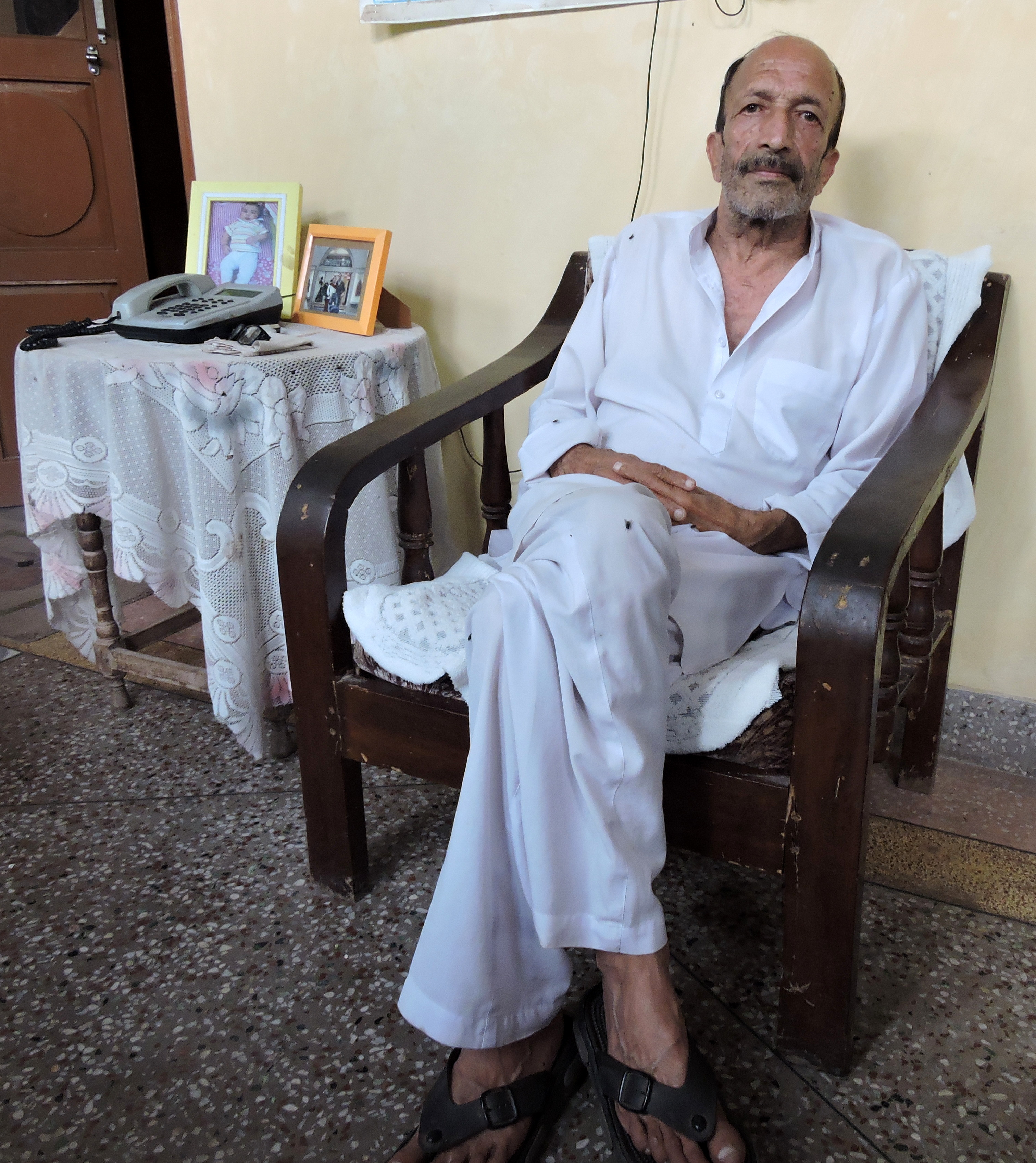
Sh. Vijay Chand,Son of Sh.Laxmi Chand, last king of Beja Princely State, Himachal Pradesh, India
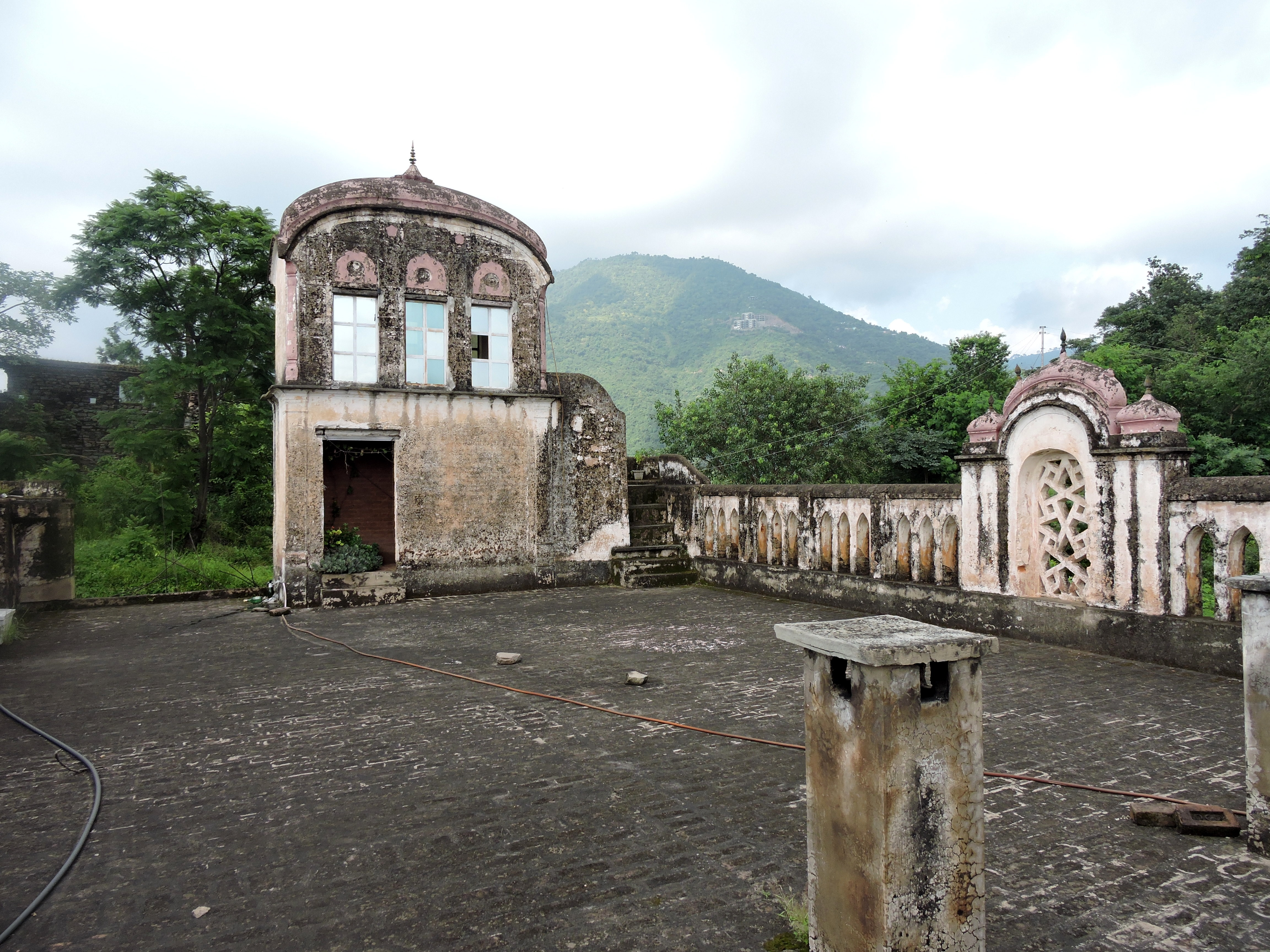
View from the roof of fort of Beja State part of Simla Hill States, Himachal Pradesh, India
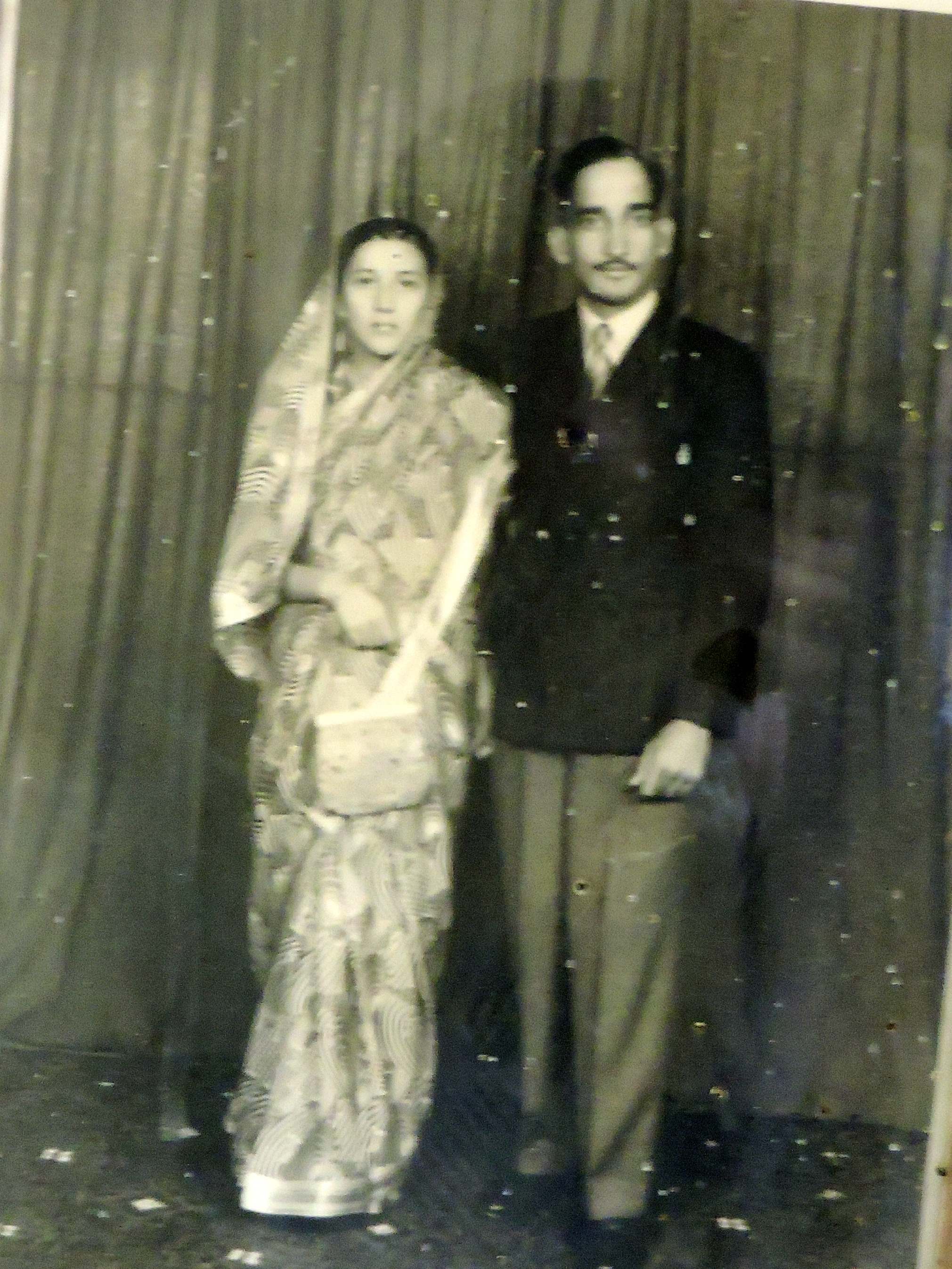
Sh. Laxmi Chand last emperor of Beja Hill State along with his wife, Himachal Pradesh, India